# Justicia vicina
Justicia vicina är en akantusväxtart som beskrevs av Raymond Benoist. Justicia vicina ingår i släktet Justicia och familjen akantusväxter. Inga underarter finns listade i Catalogue of Life.